# NGC 5729
NGC 5729 is een spiraalvormig sterrenstelsel in het sterrenbeeld Weegschaal. Het hemelobject werd op 4 februari 1786 ontdekt door de Duits-Britse astronoom William Herschel.

## Synoniemen
- MCG -1-37-12
- IRAS 14394-0847
- PGC 52507